# 2019 en Papouasie-Nouvelle-Guinée
Cet article présente les faits marquants de l'année 2019 en Papouasie-Nouvelle-Guinée.

## Évènements
- 11 avril : James Marape, ministre des Finances depuis 2012, quitte le gouvernement, invoquant un manque de confiance mutuelle entre lui et le Premier ministre Peter O'Neill et un manque d'écoute de la part de ce dernier. Certains médias annoncent la démission également de Solan Mirisim, le ministre de la Défense, mais celui-ci dément[1]. Après la défection de plusieurs autres ministres et députés qui rejoignent l'opposition, le 26 mai Peter O'Neill annonce sa démission imminente du poste de Premier ministre et son souhait que Sir Julius Chan lui succède comme dirigeant par intérim d'un gouvernement désormais minoritaire au Parlement[2],[3],[4]. Le 30 mai toutefois, c'est James Marape que le Parlement élit à la fonction de Premier ministre[5].
- 23 novembre au 7 décembre : référendum sur l'indépendance de Bougainville, région autonome de Papouasie-Nouvelle-Guinée. Le référendum est organisé en application de l'accord de paix de 2001 qui a mis fin à la guerre civile. La population vote à 98,3 % en faveur de l'indépendance[6].